# Hylodes regius
Espèce
Statut de conservation UICN

 DD  : Données insuffisantes
Hylodes regius est une espèce d'amphibiens de la famille des Hylodidae.

## Répartition
Cette espèce est endémique de la Serra de Itatiaia dans les États du Minas Gerais et de Rio de Janeiro au Brésil. Elle est présente à environ 2 200 m d'altitude,.

## Publication originale
- Gouvêa, 1979 : Uma nova especie de elosiineo da Serra do Itatiaia (Amphibia, Anura, Leptodactylidae). Revista Brasileira de Biologia, vol. 39, no 4, p. 855-859.